# Boule de démolition

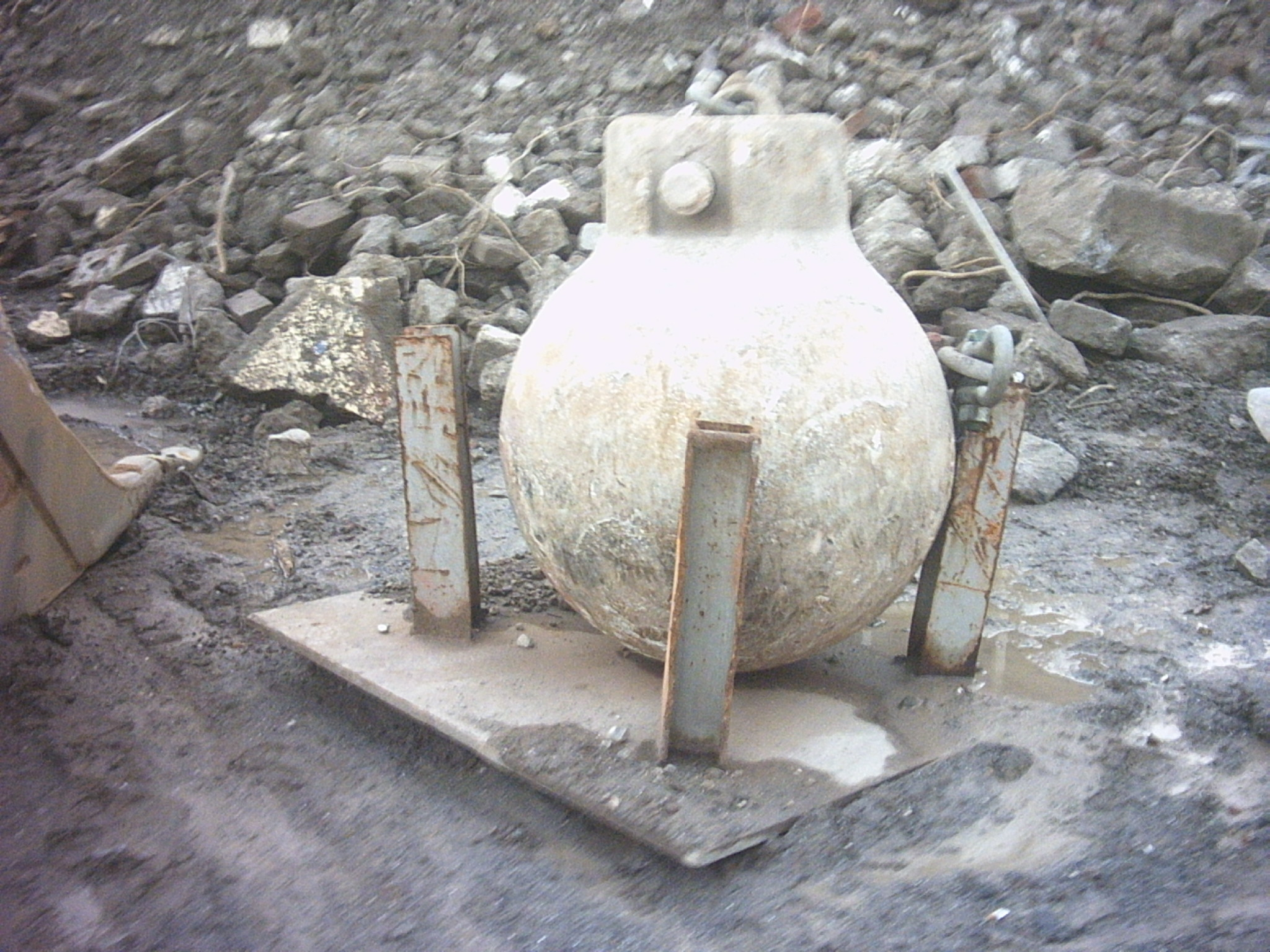
Boule de démolition en repos

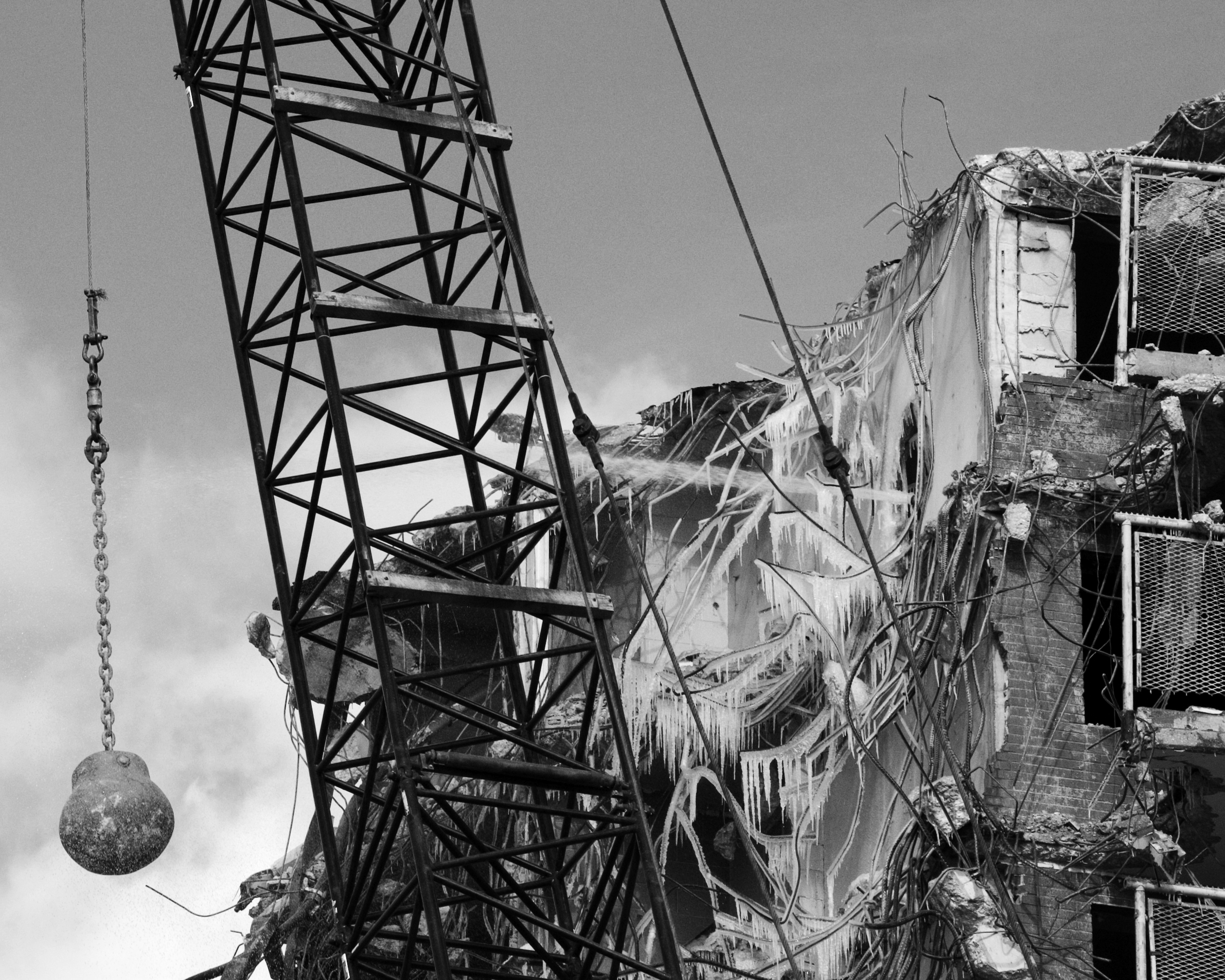
Boule de démolition en action lors de la démolition des Rockwell Gardens à Chicago, fin des années 1980.

La boule de démolition est une masse importante en acier en forme de poire ou sphérique pendue à une grue utilisée pour la démolition d'immeubles. Elle est interdite en France. La masse de la boule est comprise entre quelques centaines de kilogrammes et plusieurs tonnes. Avec le mouvement, la boule accumule de l'énergie cinétique. Quand elle frappe le mur, celui-ci est surchargé et se brise. La méthode est bien adaptée pour la maçonnerie mais moins appropriée pour le béton armé. Cette méthode de démolition, qui fut populaire autrefois, a tendance à faire place à d'autres engins de chantier équipés de pinces hydrauliques fixées sur de longs bras, ou à une démolition contrôlée à l'explosif (en).